# Big Bend, Eswatini
Big Bend là một thị trấn ở miền đông Eswatini, nằm bên bờ sông Lusutfu. Ngành công nghiệp chính của nó dựa trên các đồn điền đường. Vào năm 2005, dân số của nó là 10.342 người.

## Giáo dục
Trung tâm chăm sóc trẻ em là một trường mầm non phục vụ cho trẻ em Swazi và ngoại quốc. Trường tiểu học Ubombo và trường trung học Sisekelo đều nằm ở Big Bend. Chúng được thành lập vào cuối những năm 1970 và đã đi tiên phong về trình độ giảng dạy xuất sắc trong vương quốc mở đường cho các trường khác đi theo.

## Khí hậu
Big Bend có khí hậu bán khô hạn (Köppen: BSh) với mùa hè rất nóng và mưa vừa phải và mùa đông khô, ấm.
| Dữ liệu khí hậu của Big Bend            | Dữ liệu khí hậu của Big Bend | Dữ liệu khí hậu của Big Bend | Dữ liệu khí hậu của Big Bend | Dữ liệu khí hậu của Big Bend | Dữ liệu khí hậu của Big Bend | Dữ liệu khí hậu của Big Bend | Dữ liệu khí hậu của Big Bend | Dữ liệu khí hậu của Big Bend | Dữ liệu khí hậu của Big Bend | Dữ liệu khí hậu của Big Bend | Dữ liệu khí hậu của Big Bend | Dữ liệu khí hậu của Big Bend | Dữ liệu khí hậu của Big Bend |
| Tháng                                   | 1                            | 2                            | 3                            | 4                            | 5                            | 6                            | 7                            | 8                            | 9                            | 10                           | 11                           | 12                           | Năm                          |
| --------------------------------------- | ---------------------------- | ---------------------------- | ---------------------------- | ---------------------------- | ---------------------------- | ---------------------------- | ---------------------------- | ---------------------------- | ---------------------------- | ---------------------------- | ---------------------------- | ---------------------------- | ---------------------------- |
| Trung bình ngày tối đa °C (°F)          | 32.2 (90.0)                  | 31.7 (89.1)                  | 30.6 (87.1)                  | 29.1 (84.4)                  | 27.0 (80.6)                  | 25.2 (77.4)                  | 25.2 (77.4)                  | 26.5 (79.7)                  | 28.4 (83.1)                  | 29.8 (85.6)                  | 30.2 (86.4)                  | 31.6 (88.9)                  | 29.0 (84.1)                  |
| Trung bình ngày °C (°F)                 | 26.2 (79.2)                  | 26.0 (78.8)                  | 25.0 (77.0)                  | 22.8 (73.0)                  | 19.9 (67.8)                  | 17.3 (63.1)                  | 17.1 (62.8)                  | 19.0 (66.2)                  | 21.4 (70.5)                  | 23.4 (74.1)                  | 24.3 (75.7)                  | 25.6 (78.1)                  | 22.3 (72.2)                  |
| Tối thiểu trung bình ngày °C (°F)       | 20.3 (68.5)                  | 20.4 (68.7)                  | 19.5 (67.1)                  | 16.6 (61.9)                  | 12.8 (55.0)                  | 9.4 (48.9)                   | 9.1 (48.4)                   | 11.5 (52.7)                  | 14.5 (58.1)                  | 17.1 (62.8)                  | 18.5 (65.3)                  | 19.6 (67.3)                  | 15.8 (60.4)                  |
| Lượng Giáng thủy trung bình mm (inches) | 98 (3.9)                     | 75 (3.0)                     | 63 (2.5)                     | 32 (1.3)                     | 20 (0.8)                     | 9 (0.4)                      | 9 (0.4)                      | 12 (0.5)                     | 31 (1.2)                     | 51 (2.0)                     | 79 (3.1)                     | 82 (3.2)                     | 561 (22.3)                   |
| Nguồn: Climate-Data.org                 |                              |                              |                              |                              |                              |                              |                              |                              |                              |                              |                              |                              |                              |